# Eußergericht
Das Eußergericht war ein Gericht im Umfeld von Kirtorf in Oberhessen. Es wurde zur Landgrafschaft Hessen gerechnet, obwohl dort in erheblichem Umfang Rechte der Herren von Schenck zu Schweinsberg bestanden.

## Geschichte

### Altes Reich
Seit dem letzten Drittel des 14. Jahrhunderts war das Eußergericht ein Kondominat zwischen der Landgrafschaft Hessen und den Herren von Schenck zu Schweinsberg. Der hessische Anteil stammte aus der Ziegenhainer Erbschaft, die Schencken hatten ihren Anteil von der Grafschaft Nassau zu Lehen. Das Kondominat bezog sich auf das Gericht als Ganzes und auf die Mehrzahl der einzelne Ortschaften, die dazu zählten. Andere Ortschaften befanden sich im Alleinbesitz der Herren von Schenck zu Schweinsberg. Das stellte sich wie folgt dar:
- Arnshain – Kondominat,[2]
- Bernsburg – Kondominat,[3]
- Dammeshof (Hof)[Anm. 1] – Alleinbesitz der Freiherrn Schenk zu Schweinsberg,[4]
- Erbenhausen – Kondominat,[5]
- Gleimenhain – Alleinbesitz der Freiherrn Schenk zu Schweinsberg,[6]
- Lehrbach – Kondominat,[7]
- Ober-Gleen – Kondominat,[8]
- Reisdorf (Lehrbach) (Wüstung)[Anm. 2] – Alleinbesitz der Freiherrn Schenk zu Schweinsberg,[9]
- Retschenhäuser Hof[Anm. 3] – Alleinbesitz der Freiherrn Schenk zu Schweinsberg[10] und
- Wahlen – Kondominat.[11]

Das Eußergericht erstreckte sich über die Gemarkungen der heutigen Gemeinden Antrifttal, Homberg (Ohm) und Kirtorf.

### Bezeichnung
Der Bezeichnung Eußergericht liegt nachfolgender Sachverhalt zugrunde: In den umliegenden Gerichtsbezirken setzten sich die Gerichte aus Schöffen des Zentralortes und der umliegenden Dörfer zusammen. Das funktionierte hier aber nicht, weil der Zentralort Kirtorf ausschließlich den Grafen von Ziegenhain (und später den Landgrafen von Hessen) gehörte. Deshalb gab es getrennte Gerichte, eines für Kirtorf (inneres Gericht) und ein zweites für die umliegenden Dörfer, an denen die Schencken von Schweinsberg Anteil hatten (äußeres Gericht). Im Sprachgebrauch wurde das zu Eußergericht verschliffen.

### Frühe Neuzeit
Nach dem Tod des Landgrafen Philipp I. von Hessen 1567 erhielt sein zweitgeborener Sohn Ludwig IV. die Landgrafschaft Hessen-Marburg als Erbteil. Dazu gehörten auch die hessischen Anteile an und im Eußergericht. Nach dessen Tod ohne männliche Nachkommen 1604 fielen die hessischen Anteile am Eußergericht als Teil des Erbes letztendlich, nach jahrzehntelangen Erbstreitigkeiten zwischen den beiden verbliebenen hessischen Linien – Hessen-Darmstadt und Hessen-Kassel –, an Hessen-Darmstadt. 

### Großherzogtum Hessen
Als sich Anfang des 19. Jahrhunderts das Großherzogtum Hessen formierte, war das Eußergericht ein Bestandteil des von der Landgrafschaft Hessen-Darmstadt übernommenen Oberamtes Alsfeld. Dieses wurde zwischen 1806 und 1815 aufgelöst und in das Amt Alsfeld und das Amt Romrod aufgegliedert. Gleimenhain und Kirtorf gelangten dabei ins Amt Romrod, die übrigen Orte zum Amt Alsfeld.
Das Eußergericht blieb als Patrimonialgericht und Kondominat zwischen dem hessischen Staat und den Freiherren von Schenck zu Schweinsberg als ein Gericht erster Instanz weiter bestehen. 1822 verzichteten die Freiherren von Schenck zu Schweinsberg auf einen Teil der ihnen zustehenden Rechte, insbesondere die Mitwirkung in Angelegenheiten der Verwaltung, so dass der staatliche Landrat des Landratsbezirks Kirtorf in diesen Angelegenheiten nun allein handeln konnte. An der Rechtsprechung waren die Freiherren von Schenck zu Schweinsberg fakultativ weiter beteiligt. Zeitgenössisch wird das so beschrieben: „Die streitige Gerichtsbarkeit […] zu Homberg [wird] auf bestimmte Amtstage von dem [staatlichen] Landrichter und dem von Schenkischen Amtsverweser gemeinschaftlich ausgeübt“. Allerdings war vorgesehen, dass bei Nichterscheinen des Schenkischen Amtsverwesers der staatliche Richter auch alleine entscheiden durfte. Die letzten Reste dieser kondominalen Rechtsprechung gingen erst im Zuge der Märzrevolution 1848 unter. Die Bezeichnung Eußergericht für dieses Patrimonialgericht war aber im 19. Jahrhundert kaum noch in Gebrauch.